# Lenny Montana
Lenny Montana (Leonardo Passafaro; 13 de marzo de 1926 – 12 de mayo de 1992) fue un actor estadounidense, popular por interpretar a Luca Brasi en la película El Padrino de Francis Ford Coppola. Antes de dedicarse a la actuación, Lenny tuvo una exitosa carrera como luchador profesional, además de ser guardaespaldas de la Familia criminal Colombo, una de las Cinco Familias que controla las actividades del crimen organizado en la ciudad de Nueva York.
Se retiró de la actuación luego de su participación en la película Blood Song, de la cual fue coescritor. Falleció de un ataque cardíaco el 26 de agosto de 1992 en Lindenhurst, Nueva York. Tenía 66 años.

## Filmografía

### Cine
- El Padrino (1972)
- The Funny Face of the Godfather (1973)
- Patty (1976)
- Fingers (1978)
- Matilda (1978)
- They Went That-A-Way & That-A-Way[3] (1978)
- The Jerk (1979)
- Seven (1979)
- Below the Belt (1980)
- Defiance (1980)
- Battle Creek Brawl (1980)
- Evilspeak (1981)
- ...All the Marbles (1981)
- Pandemonium (1982)
- Blood Song (1982)